# Phalacropterix
Phalacropterix é um gênero de mariposa pertencente à família Acrolophidae.